# Prost AP04
Der Prost AP04 war ein Formel-1-Rennwagen, den Prost Grand Prix 2001 in der Formel-1-Weltmeisterschaft einsetzte. Es war das letzte Auto des Teams, das Ende 2001 infolge einer Insolvenz den Betrieb einstellte.

## Entwicklungsgeschichte und Technik
2001 stattete die Scuderia Ferrari mit dem Rennstall von Alain Prost ein zweites Team neben Sauber Motorsport mit Formel-1-Motoren aus. Aus Sponsorgründen wurde der V10-Motor als Acer gebrandet. Eingefädelt wurde die Vereinbarung vom Ferrari-Teamchef Jean Todt, der Prost die Triebwerke zu Sonderkondition überließ. Der AP04 hatte einen kurzen Radstand, wodurch dem Wagen Strecken mit hohem Kurvenanteil besonders gut lagen. Alle eingesetzten Piloten sprachen vom guten Handling des Fahrzeugs, das augenscheinlich Potential hatte. Allerdings konnte Prost mangels Finanzkraft während der Saison kaum Testfahrten durchführen, wodurch die Entwicklung ins Stocken geriet.
Als Fahrer gingen Jean Alesi und Gastón Mazzacane in die Saison.

## Lackierung und Sponsoren
Wie bei den Vorgängermodellen war auch beim AP04 die Grundfarbe der Lackierung dunkelblau. Für einen farblichen Akzent sorgten die Luftleitbleche vor den Seitenkästen, die in den Farben eines Sponsors, des Personaldienstleisters Adecco, in Rot gehalten waren.
Anders als in den Vorjahren fehlte Prost ein zahlungskräftiger Hauptsponsor. Die entsprechenden Flächen auf den Seitenkästen zeigten daher in der Saison 2001 lediglich das Teamlogo. Das Computerunternehmen Acer als größter Sponsor warb auf der Motorenabdeckung sowie dem Frontflügel und übernahm wie erwähnt Titelsponsoring für die Ferrari-Motoren. Weitere größere Sponsoren waren der US-amerikanische Fernsehsender PSN und der italienische Nahrungsmittelkonzern Parmalat.

## Renngeschichte

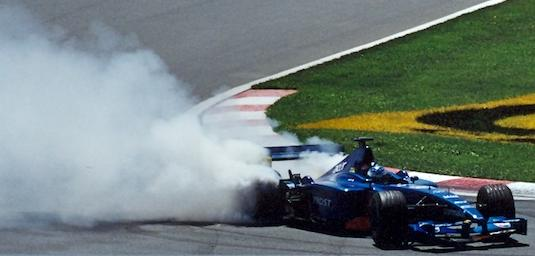
Jean Alesi feiert seinen fünften Platz beim Großen Preis von Kanada 2001

Sein Renndebüt gab der AP04 beim ersten Rennen der Saison, dem Großen Preis von Australien im März 2001 im Albert Park Circuit von Melbourne. Jean Alesi qualifizierte sich am 14. Startplatz und Gaston Mazzacane am 20. Beide Piloten lagen mit ihren Zeiten dabei mehr als 3 Sekunden hinter der besten Qualifikationszeit von Michael Schumacher im Ferrari F2001. Das Rennen beendete Alesi als Neunter, während Mazzacane bereits in erster Runde nach einem Bremsdefekt ausfiel.
Beim zweiten Saisonrennen, dem Großen Preis von Malaysia, starteten die Prost von den Startplätzen 13. (Alesi) und 19. (Mazzacane). Diesmal kamen beide Wagen ins Ziel; Alesi wurde erneut Neunter und Mazzacane klassierte sich als Zwölfter.
Obwohl Gaston Mazzacane mit dem südamerikanischen Medienunternehmen PSN einen Sponsoren zum finanziell schwer angeschlagenen Team mitbrachte, wurde er ab dem Großen Preis von Spanien durch Luciano Burti ersetzt. Burti wiederum hatte seinen Fahrerplatz bei Jaguar Racing an Pedro de la Rosa verloren. Burti hatte 2001 mit dem AP04 zwei schwere Unfälle. Beim Start zum Großen Preis von Deutschland auf der 6,789 km langen Hochgeschwindigkeitsstrecke von Hockenheim kollidierte er mit dem Ferrari von Michael Schumacher. Burti fuhr dem schlecht gestarteten Schumacher mit hohen Tempo über das linke Hinterrad; der Prost stieg auf, überschlug sich einmal in der Luft und landete seitlich auf dem Arrows A22 von Enrique Bernoldi. Keiner der Piloten wurde verletzt und da das Rennen nach der ersten Runde abgebrochen wurde, konnten diese in den Ersatzwagen wechseln (war 2001 laut Reglement erlaubt). Burti hatte nach dem Neustart einen Dreher und schied aus. Beim Großen Preis von Belgien kam es in der fünften Runde zu einem Unfall zwischen Burti und seinem ehemaligen Jaguar-Teamkollegen Eddie Irvine. In einer schnellen Linkskurve vor dem Streckenabschnitt Blanchimont versuchte Burti sich links neben Irvine zu positionieren. Irvine hatte ihn jedoch übersehen und lenkte in die Kurve ein, sodass Burti auf den Grünstreifen neben der Strecke fahren musste. Es kam jedoch zu einer Kollision zwischen den beiden, wobei Burti seinen Frontflügel verlor. Beide Fahrer verloren die Kontrolle über ihre Fahrzeuge und fuhren in die Streckenbegrenzung. Während die Auslaufzone das Auto von Irvine gut verlangsamte, fuhr Burti fast ungebremst und frontal in die Reifenstapel. Das Safety-Car wurde umgehend herausgeschickt, um die Unfallstelle zu sichern. Da die Bergungsarbeiten bei Burti allerdings andauerten, entschied die Rennleitung, auch dieses Rennen abzubrechen. Burti konnte 2001 keine Rennen mehr fahren und wurde durch den Tschechen Tomáš Enge ersetzt.
Zu diesem Zeitpunkt hatte Jean Alesi drei Rennen für Prost innerhalb der WM-Punkteränge erreicht (2001 gab es nur für die ersten sechs WM-Punkte). Den Großen Preis von Monaco beendete er ebenso als Sechster wie den Großen Preis von Deutschland. Beim Großen Preis von Kanada wurde er Fünfter. Nach den jeweiligen Zieldurchfahrten warf der Franzose seinen silbernen Helm in die Zuschauerränge vor Start-und-Ziel.
Aber auch Alesi fuhr die Saison für Prost nicht zu Ende. Es wechselte nach dem Rennen in Deutschland zu Jordan Grand Prix. Für ihn kam der bei Jordan entlassene Heinz-Harald Frentzen für den restlichen Saisonverlauf ins Team. Er erzielte einen Achtungserfolg. Im belgischen Spa-Francorchamps startete er mit dem weit unterlegenen Prost von Platz 4. Leider ließ sich beim zweiten Start der erste Gang nicht einlegen, sodass Frentzen aus der letzten Reihe starten musste. Am Ende belegte er Rang neun von 13 Piloten, die das Ziel sahen.
Durch die von Alesi erzielten Punkte klassierte sich das Team am Ende der Saison an der neunten Stelle der Konstrukteurswertung.

## Weitere Verwendung
Zwei AP04 wurden zu Beginn der Saison 2002 von dem britischen Unternehmen Phoenix Finance übernommen, das mit Arrows in Verbindung stand. Phoenix versuchte, beim zweiten Saisonrennen in Malaysia, wie auch beim nachfolgenden Großen Preis von Brasilien, zwei AP04 mit Hart-Motoren an den Start zu bringen. Die FIA lehnte die Meldung unmittelbar vor Beginn des Trainings ab. Die Entscheidung wurde später durch ordentliche Gerichte bestätigt.

## Ergebnisse
| Fahrer               | Nr.                  | 1   | 2  | 3   | 4   | 5  | 6  | 7   | 8 | 9   | 10 | 11  | 12  | 13  | 14  | 15  | 16  | 17  | Punkte | Rang |
| -------------------- | -------------------- | --- | -- | --- | --- | -- | -- | --- | - | --- | -- | --- | --- | --- | --- | --- | --- | --- | ------ | ---- |
| Formel-1-Saison 2001 | Formel-1-Saison 2001 |     |    |     |     |    |    |     |   |     |    |     |     |     |     |     |     |     | 4      | 9.   |
| J. Alesi             | 22                   | 9   | 9  | 8   | 9   | 10 | 10 | 6   | 5 | 15* | 12 | 11  | 6   |     |     |     |     |     | 4      | 9.   |
| H. Frentzen          | 22                   |     |    |     |     |    |    |     |   |     |    |     |     | DNF | 9   | DNF | 10  | 12  | 4      | 9.   |
| G. Mazzacane         | 23                   | DNF | 12 | DNF | DNF |    |    |     |   |     |    |     |     |     |     |     |     |     | 4      | 9.   |
| L. Burti             | 23                   |     |    |     |     | 11 | 11 | DNF | 8 | 12  | 10 | DNF | DNF | DNF | DNF | INJ | INJ | INJ | 4      | 9.   |
| T. Enge              | 23                   |     |    |     |     |    |    |     |   |     |    |     |     |     |     | 12  | 14  | DNF | 4      | 9.   |

| Legende  | Legende            | Legende                                                          |
| Farbe    | Abkürzung          | Bedeutung                                                        |
| -------- | ------------------ | ---------------------------------------------------------------- |
| Gold     | –                  | Sieg                                                             |
| Silber   | –                  | 2. Platz                                                         |
| Bronze   | –                  | 3. Platz                                                         |
| Grün     | –                  | Platzierung in den Punkten                                       |
| Blau     | –                  | Klassifiziert außerhalb der Punkteränge                          |
| Violett  | DNF                | Rennen nicht beendet (did not finish)                            |
| Violett  | NC                 | nicht klassifiziert (not classified)                             |
| Rot      | DNQ                | nicht qualifiziert (did not qualify)                             |
| Rot      | DNPQ               | in Vorqualifikation gescheitert (did not pre-qualify)            |
| Schwarz  | DSQ                | disqualifiziert (disqualified)                                   |
| Weiß     | DNS                | nicht am Start (did not start)                                   |
| Weiß     | WD                 | zurückgezogen (withdrawn)                                        |
| Hellblau | PO                 | nur am Training teilgenommen (practiced only)                    |
| Hellblau | TD                 | Freitags-Testfahrer (test driver)                                |
| ohne     | DNP                | nicht am Training teilgenommen (did not practice)                |
| ohne     | INJ                | verletzt oder krank (injured)                                    |
| ohne     | EX                 | ausgeschlossen (excluded)                                        |
| ohne     | DNA                | nicht erschienen (did not arrive)                                |
| ohne     | C                  | Rennen abgesagt (cancelled)                                      |
| ohne     | keine WM-Teilnahme |                                                                  |
| sonstige | P/fett             | Pole-Position                                                    |
| sonstige | 1/2/3/4/5/6/7/8    | Punktplatzierung im Sprint-/Qualifikationsrennen                 |
| sonstige | SR/kursiv          | Schnellste Rennrunde                                             |
| sonstige | *                  | nicht im Ziel, aufgrund der zurückgelegten Distanz aber gewertet |
| sonstige | ()                 | Streichresultate                                                 |
| sonstige | unterstrichen      | Führender in der Gesamtwertung                                   |